# Bodrosfejű arasszári
A bodrosfejű arasszári (Pteroglossus beauharnaisii) a madarak (Aves) osztályának harkályalakúak (Piciformes) rendjébe, ezen belül a tukánfélék (Ramphastidae) családjába tartozó faj.

## Rendszerezése
A fajt Johann Georg Wagler német ornitológus írta le 1832-ben, Pteroglossus beauharnaesii néven.

## Előfordulása
Dél-Amerikában, Brazília, Bolívia és Peru területén honos. Természetes élőhelyei a szubtrópusi és trópusi síkvidéki esőerdők és mocsári erdők.

## Megjelenése
Testhossza 46 centiméter, testtömege 164–280 gramm. Feje tetejének tollazata rövid, fényes és göndörödött tollakból áll.
|  |

## Természetvédelmi helyzete
Az elterjedési területe rendkívül nagy, egyedszáma ugyan csökken, de még nem éri el a kritikus szintet. A Természetvédelmi Világszövetség Vörös listáján nem fenyegetett fajként szerepel.